# Moskovski vokzal (Nizjni Novgorod)
Hoofdstation van Nizjni Novgorod  (tot 2010 Moskovski treinstation ) - de passagiersterminal van het station Nizjni Novgorod-Moskovski (tot 2010 Gorki-Moskovski) - het hoofdstation van Nizjni Novgorod. Een deel van het regionale directoraat van treinstations van Gorki. Gelegen op 442 km van de hoofdlijn van de Gorki-spoorlijn. In termen van het uitgevoerde werk wordt het toegeschreven aan de 1e klasse, in termen van de aard van het uitgevoerde werk is het vracht. Geopend op 2 augustus 1862.

## Geschiedenis

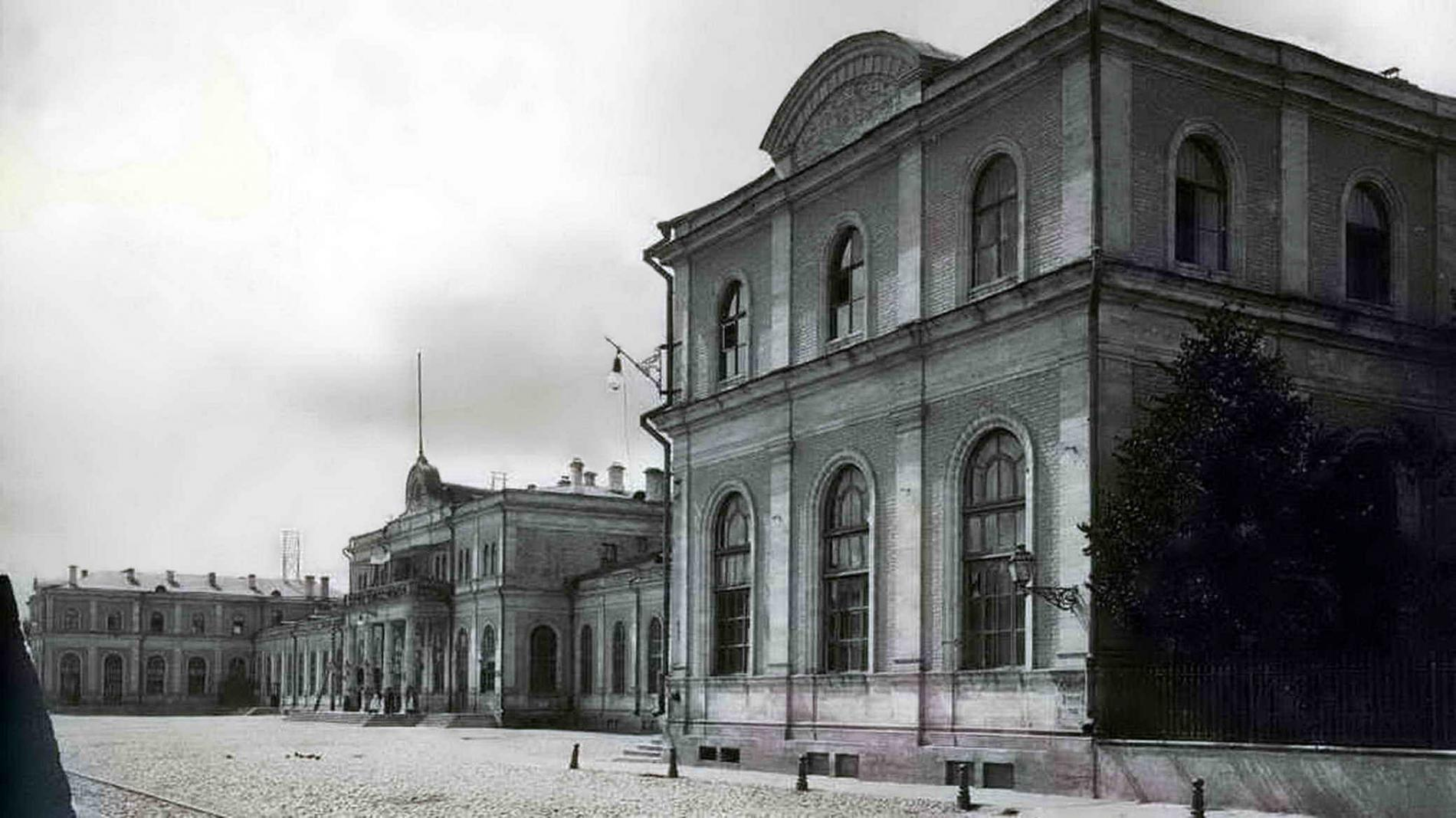
Moskovski treinstation in de 19e eeuw

Het station in Nizjni Novgorod werd gebouwd in 1862, toen de spoorlijn Moskou-Vladimir werd verlengd. Op 2 augustus 1862 begon het verkeer op het traject Vladimir-Nizhny Novgorod. Het station werd de eindbestemming voor de spoorlijn Moskou-Nizjni Novgorod. Het bestond uit drie gebouwen van twee verdiepingen, verbonden door gangen met de lobby in het centrum, wachtkamers, postkantoor, telegraafkantoor, buffetten en restaurants. Op de centrale toren werd een klok geplaatst. Binnen in het gebouw waren de muren versierd met mozaïekpanelen met heroïsche thema's. In 1894 werd het keizerlijke paviljoen gebouwd voor de komst van de keizers in de stad. Zowel het gebouw als het interieur zijn ontworpen door de architect Dmitri Tsjitsjagov, een vertegenwoordiger van de beroemde dynastie van Russische architecten. De hal van het paviljoen was versierd met een groot portret van Nicolaas II en een gebeeldhouwde open haard gemaakt van wit Italiaans marmer. Voor belangrijke onderhandelingen werd daar een telefoon geïnstalleerd. Het paviljoen ontving de keizer twee keer: in 1896, tijdens de Volledig Russische tentoonstelling, en in 1913, tijdens de viering van de 300e verjaardag van de Romanov-dynastie. Tijdens de revolutie van 1905 werd het veroverd door de opstandige arbeiders en enige tijd vastgehouden. Na de Oktoberrevolutie van 1917 huisvestte het gebouw, op verschillende tijdstippen, het Kanavino Bolsjewistische Comité en een medische instelling aan de spoorweg.

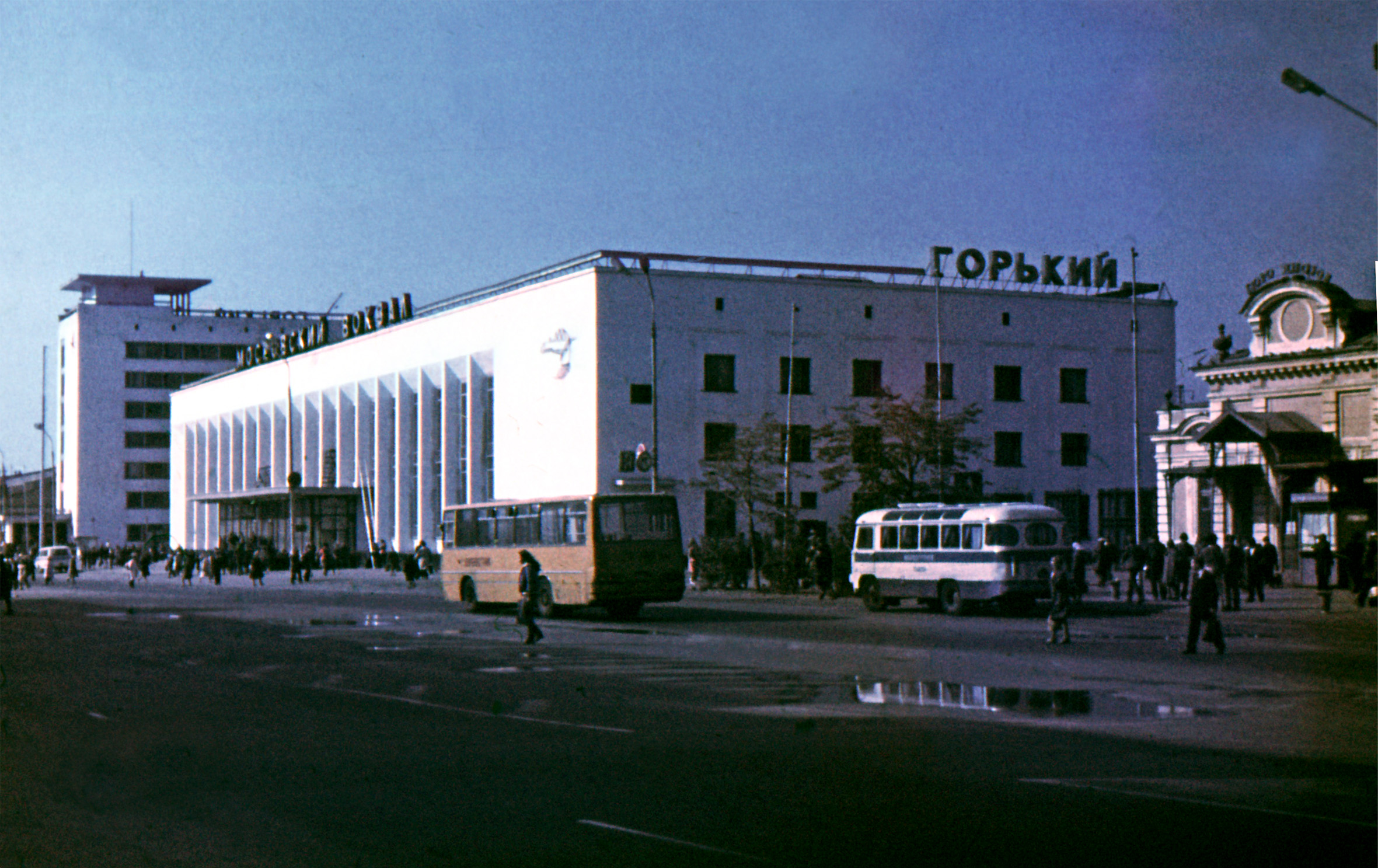
Herbouwd stationsgebouw

De Sovjetautoriteiten hebben het oude gebouw lange tijd behouden. Tijdens de Tweede Wereldoorlog werd het treinstation van Moskovski, samen met Kazanski, een belangrijke strategische plek. Om de twee stations met elkaar te verbinden, werden spoorlijnen aangelegd door de vrachthaven op de Strelka en Kanavinski-brug. Duitse piloten probeerden verschillende keren het station te bombarderen, maar ze faalden. Bommen vielen op het Stationsplein en niet ver van het moderne gebouw van het centrale warenhuis. Na de overwinning in de oorlog arriveerden treinen met zegevierende soldaten op het station. In de jaren '60 van de twintigste eeuw werd het stationsgebouw volledig herbouwd om het de zogenaamde "universele uitstraling" te geven. In de jaren '60 van de twintigste eeuw werd het stationsgebouw volledig herbouwd om het de zogenaamde "civiele uitstraling" te geven. De hele historische gevel werd verwoest. Ook de binnenkant van het station onderging drastische veranderingen: op de muren werden "pre-revolutionaire" mozaïeken vervangen door Sovjet-mozaïeken in de geest van de 20e eeuw, wachtkamers en vele andere kamers werden herbouwd. In 1985, na de lancering van de metro, werden in het terminalgebouw uitgangen naar de lange doorgang naar het Moskovskaja-station geïnstalleerd. In 1996 werd in het midden van de kamer een gigantische kroonluchter van Nederlandse makelij, bestaande uit vele verticale koperen panelen, geplaatst.

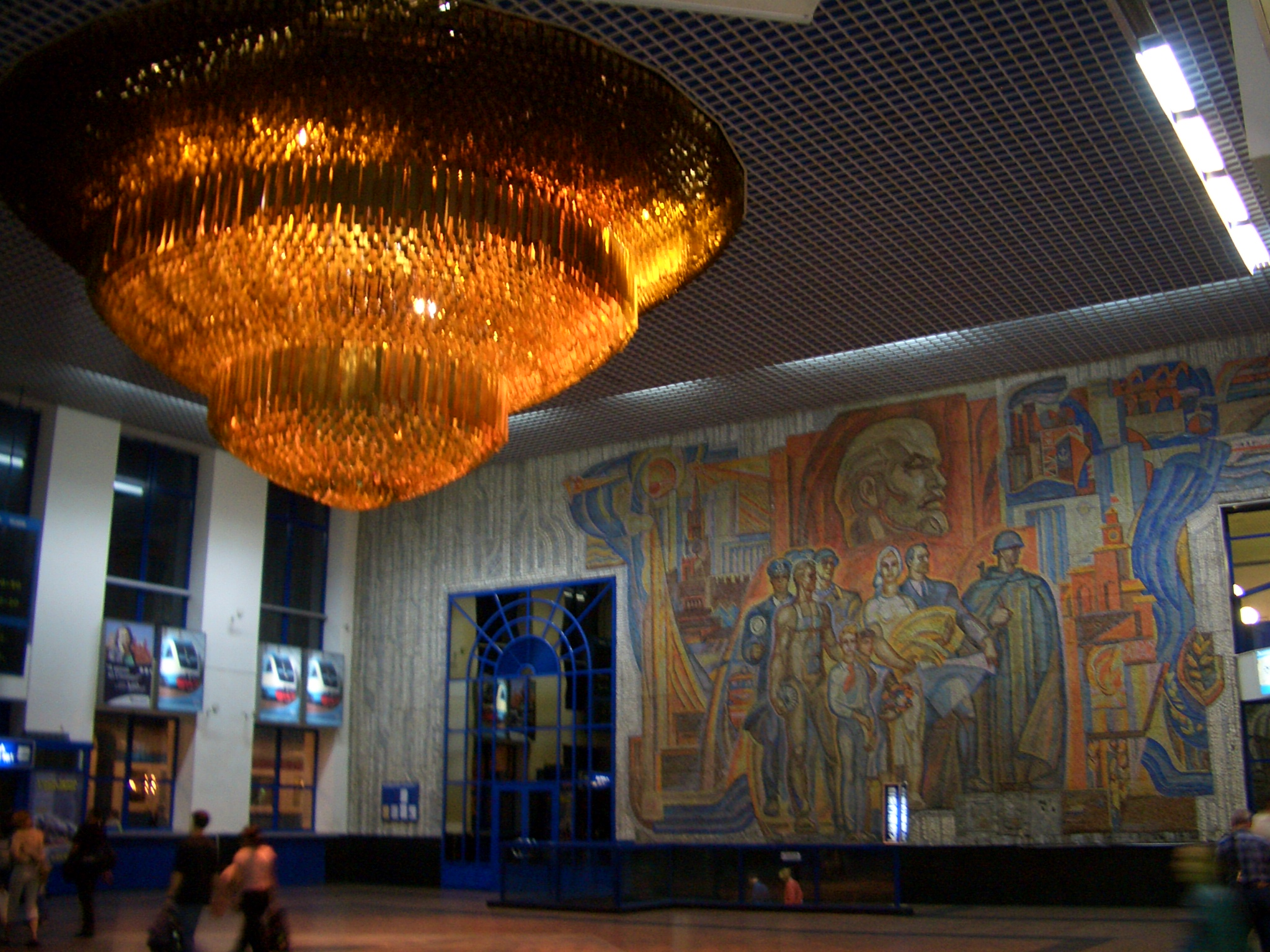
Kroonluchter in het oude treinstation

Sinds 2002 is het station gemoderniseerd, uitgerust met terminals voor automatische ticketverificatie en zijn er loodsen boven perrons gebouwd. Sinds juni 2017 is het station gesloten voor wederopbouw en pas heropend op 28 april 2018. Ten tijde van de wederopbouw werd de toegang van passagiers tot platforms voor langeafstandstreinen en elektrische treinen uitgevoerd via tunnels in de voorsteden. Een volledig gerenoveerde terminal, uitgerust en herbouwd in de geest van de 21e eeuw, wachtte op de passagiers. wachtte op de passagiers. De wachtkamers zijn voorzien van lockers en rekken voor het opladen van mobiele apparaten met cijferslot. De gigantische kroonluchter werd gedemonteerd en opgeslagen in een magazijn. Uit het Sovjettijdperk zijn er nog slechts twee mozaïekpanelen op de zijmuren in het gebouw.
Op 30 maart 2010 werd het station Gorki-Moskovski omgedoopt tot de huidige naam Nizjni Novgorod-Moskovski. Op 1 juli van hetzelfde jaar werd de naam van het treinstation van Gorki-Moskovski veranderd in Nizjni Novgorod in overeenstemming met het bevel van de president van de Russische Spoorwegen, Vladimir Jakunin. Maar de naam op het station zelf werd pas in april 2014 veranderd van Moskovski Vokzal in Zjeleznodorozjny Vokzal, omdat het toen pas gefinancierd was.

## Voorstadspoorweg
Op 24 juni 2013 werd de eerste lijn van de elektrische stadstrein geopend (analoog aan de Duitse S-Bahn, London Overground, Paris RER of Moscow MCD), die de wijk Sormovski en het station met elkaar verbindt. Het loopt door buurten die geen metro hebben en is het alternatief. Treinen rijden hier minder vaak dan op de metro, maar vaker dan op voorstedelijke lijnen. Tijdens de spits rijdt de eerste lijn elke 20-30 minuten. In 2018 werd de tweede lijn geopend die het station en het station Prospekt Gagarina verbindt. Het verbindt verschillende wijken en een deel van de buitenwijk en heeft daarom verschillende tariefzones.
| # | Naam          | Eindstations                                  | Hoeveelheid stations |
| - | ------------- | --------------------------------------------- | -------------------- |
| 1 | Sormovskaja-1 | Nizjni Novgorod-Moskovski - Dubravnaya        | 11                   |
| 2 | Sormovskaja-2 | Pochinki - Varia                              | 4                    |
| 3 | Priokskaja    | Nizjni Novgorod-Moskovski - Prospekt Gagarina | 13                   |
|   | Totaal:       |                                               | 28                   |

## Technisch materiaal
De technische uitrusting van het station omvat spoorontwikkeling, signalerings- en contactsysteeminrichtingen, constructies en inrichtingen van locomotief- en rijtuigfaciliteiten, een automatisch stationsbesturingssysteem en rangeerfaciliteiten. Op het station bevinden zich: het computercentrum van de ACS GS, 3 posten van de MRT's, het tractieonderstation ECH-2 ECHE-9 29 000 kVA, het gebied van het contactnetwerk ECH-2 ECHK-10, de stroom bevoorradingsgebied ECH-2 ECHS-1, het locomotiefdepot TCHR-3 en rijtuigdepot VChD-14.

## Fotogalerij

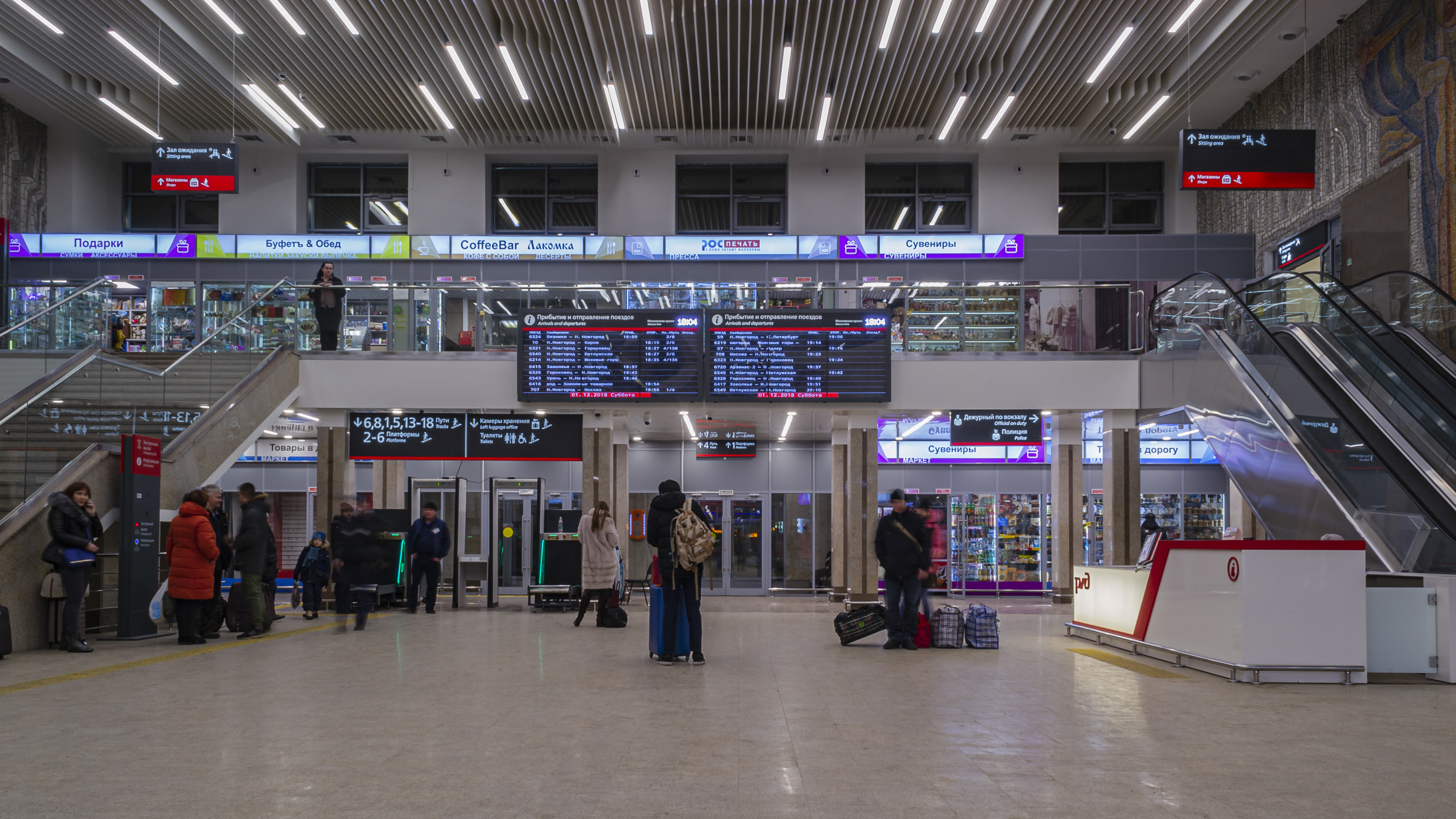
Stationshal
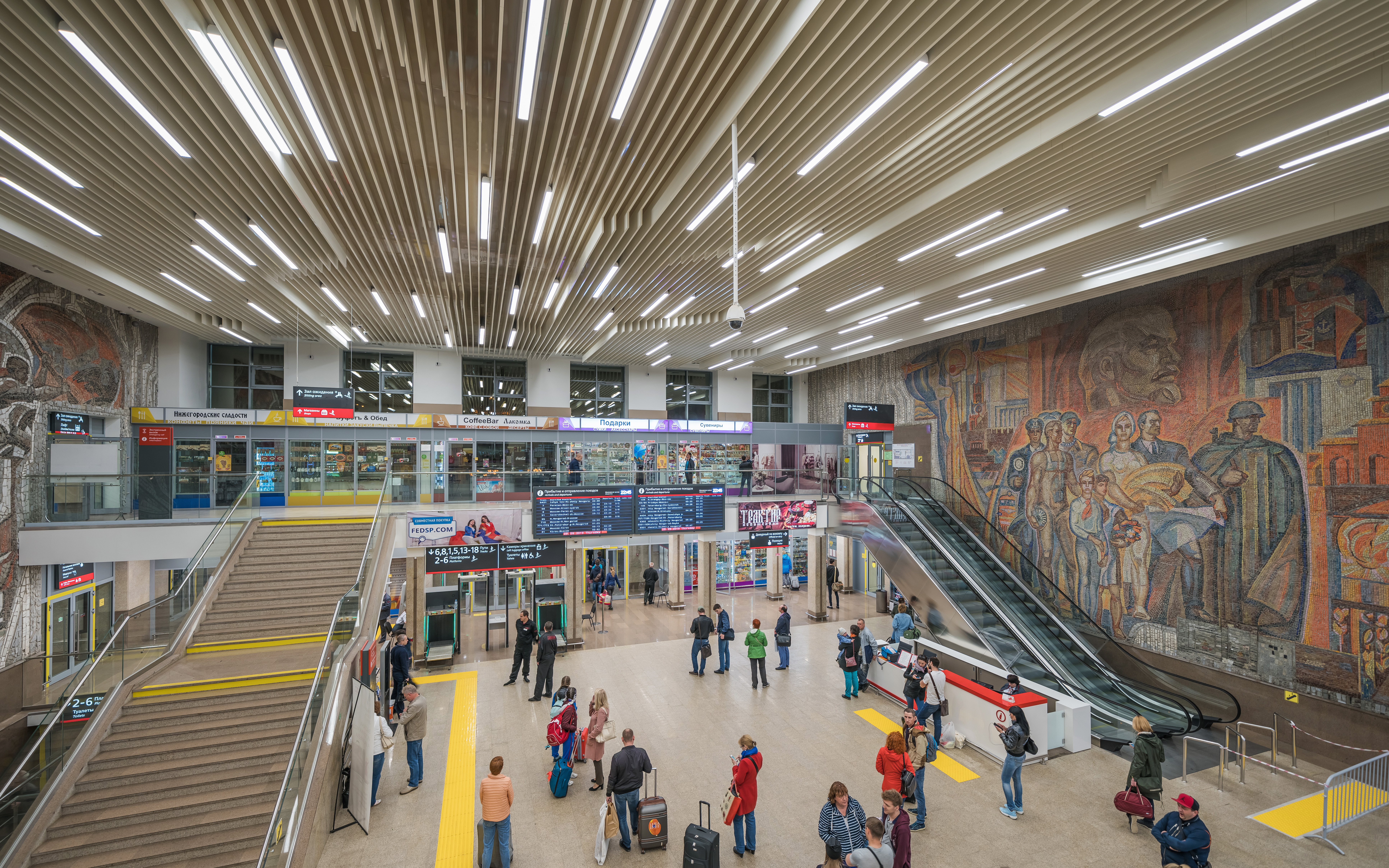
Stationshal vanaf de tweede verdieping
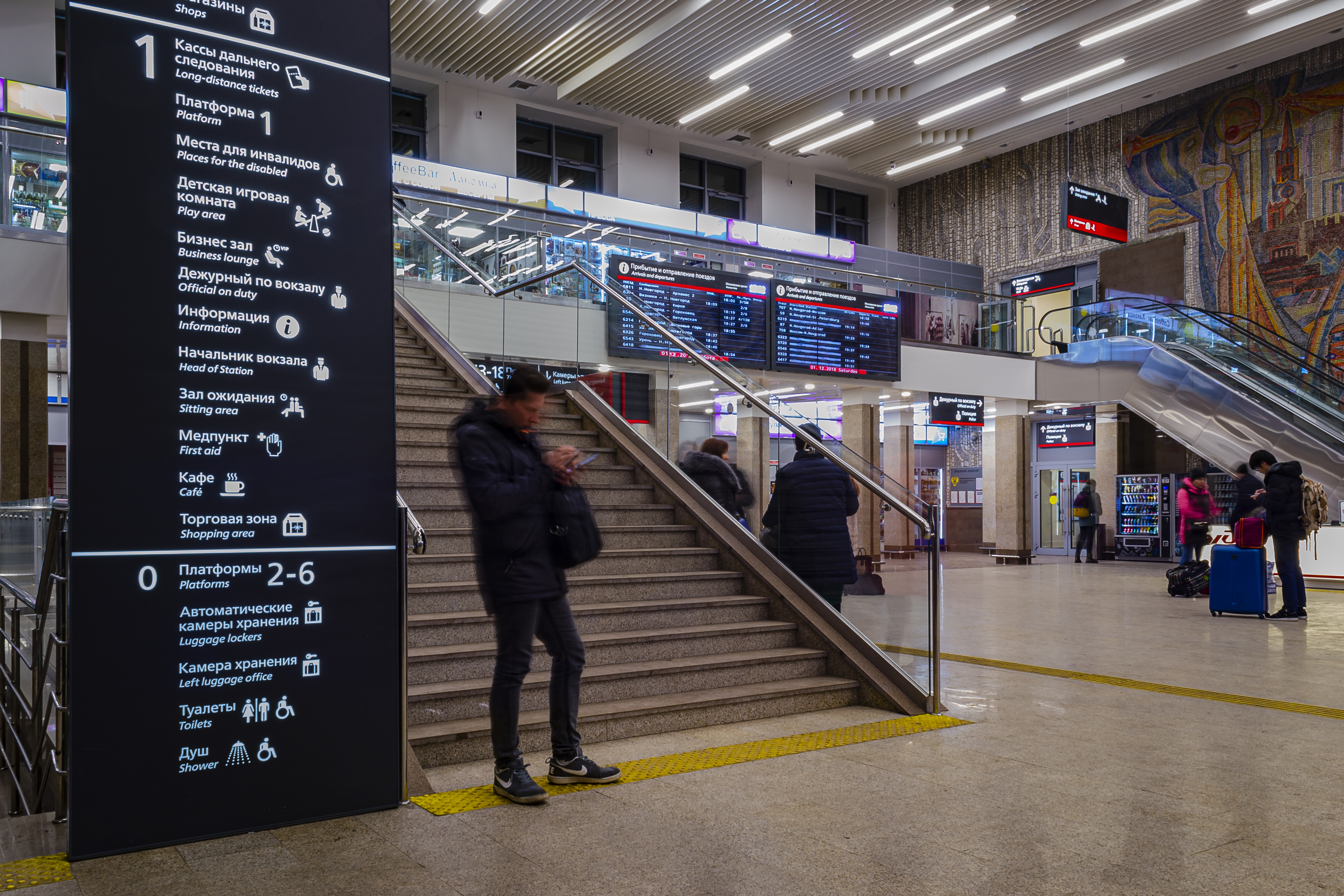
Informatieborden en borden in de stationshal
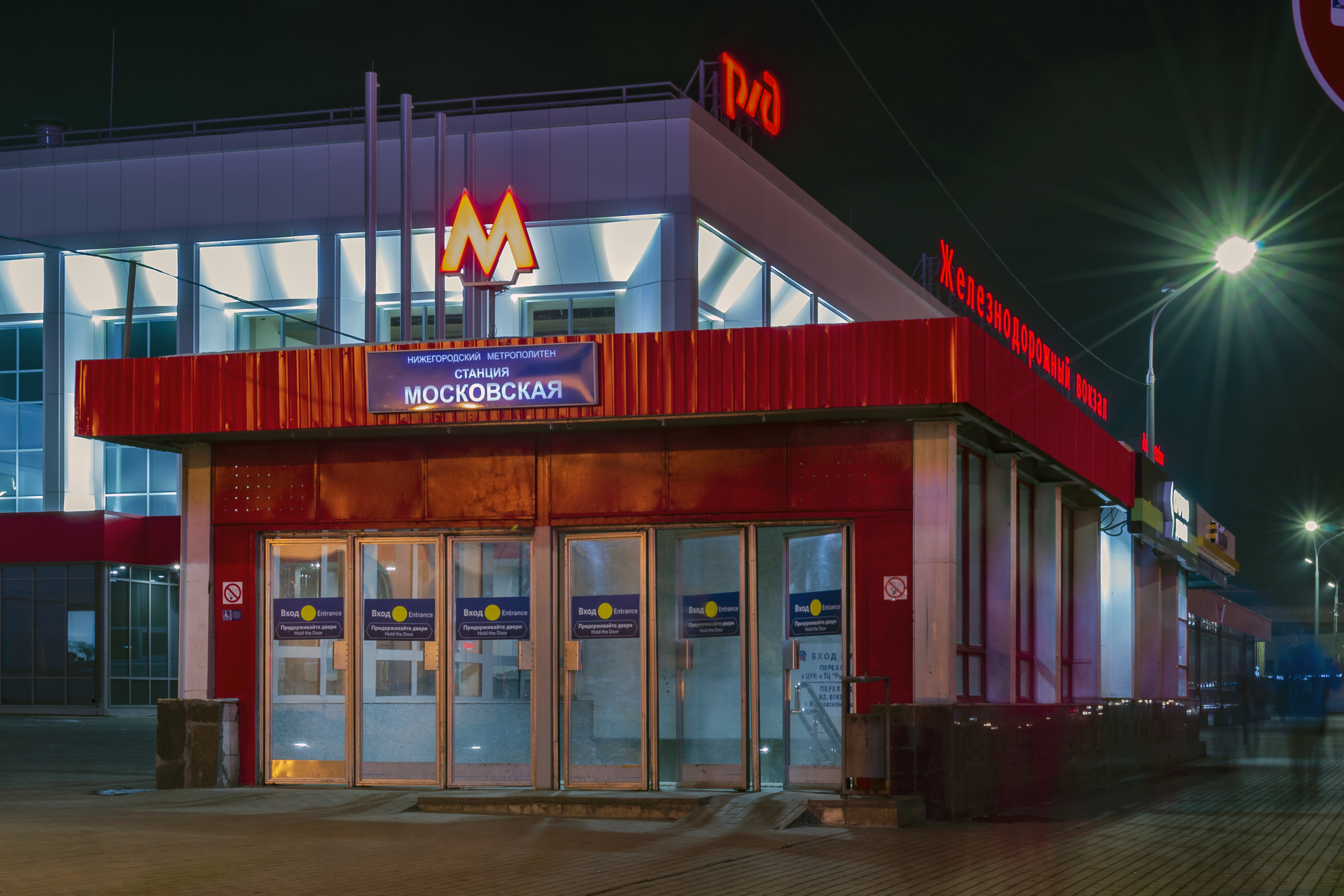
Het gebouw van het station 's nachts en de ingang van het metrostation Moskovskaja
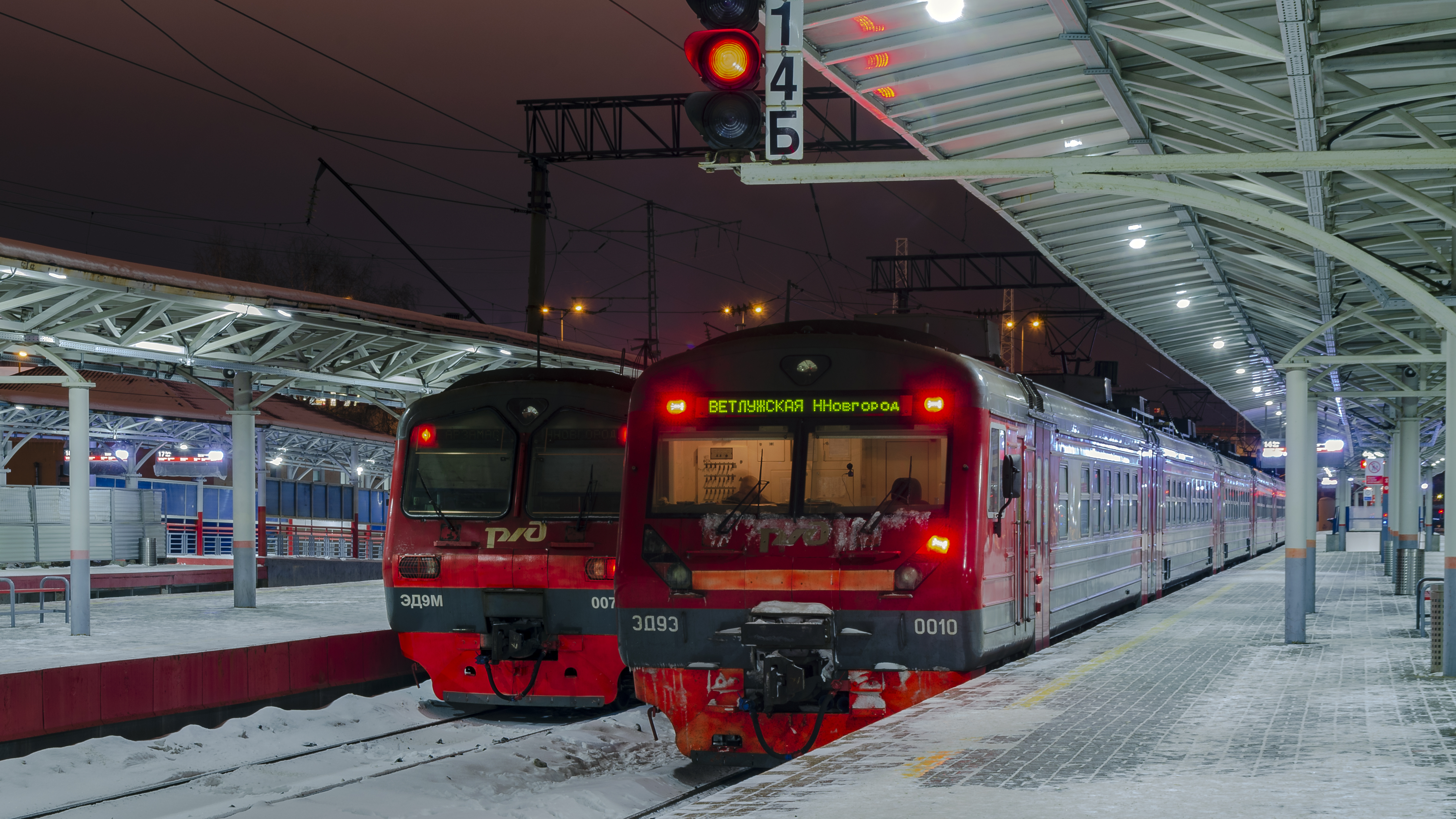
Elektrische hogesnelheidstrein ED9E op de route Vetluzjskaja - Nizjni Novgorod op het treinstation van Moskovski
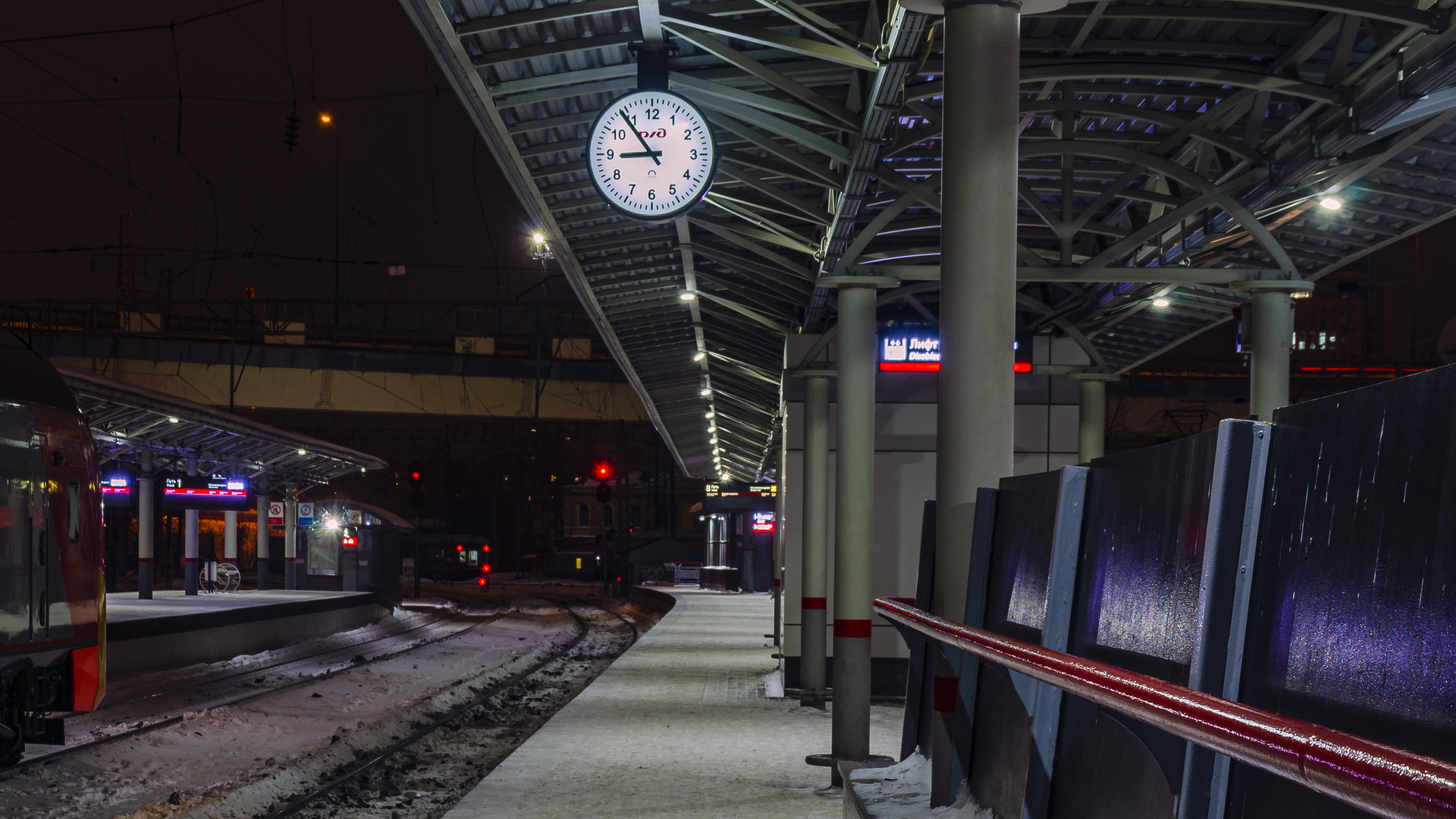
Stationsklok op het perron
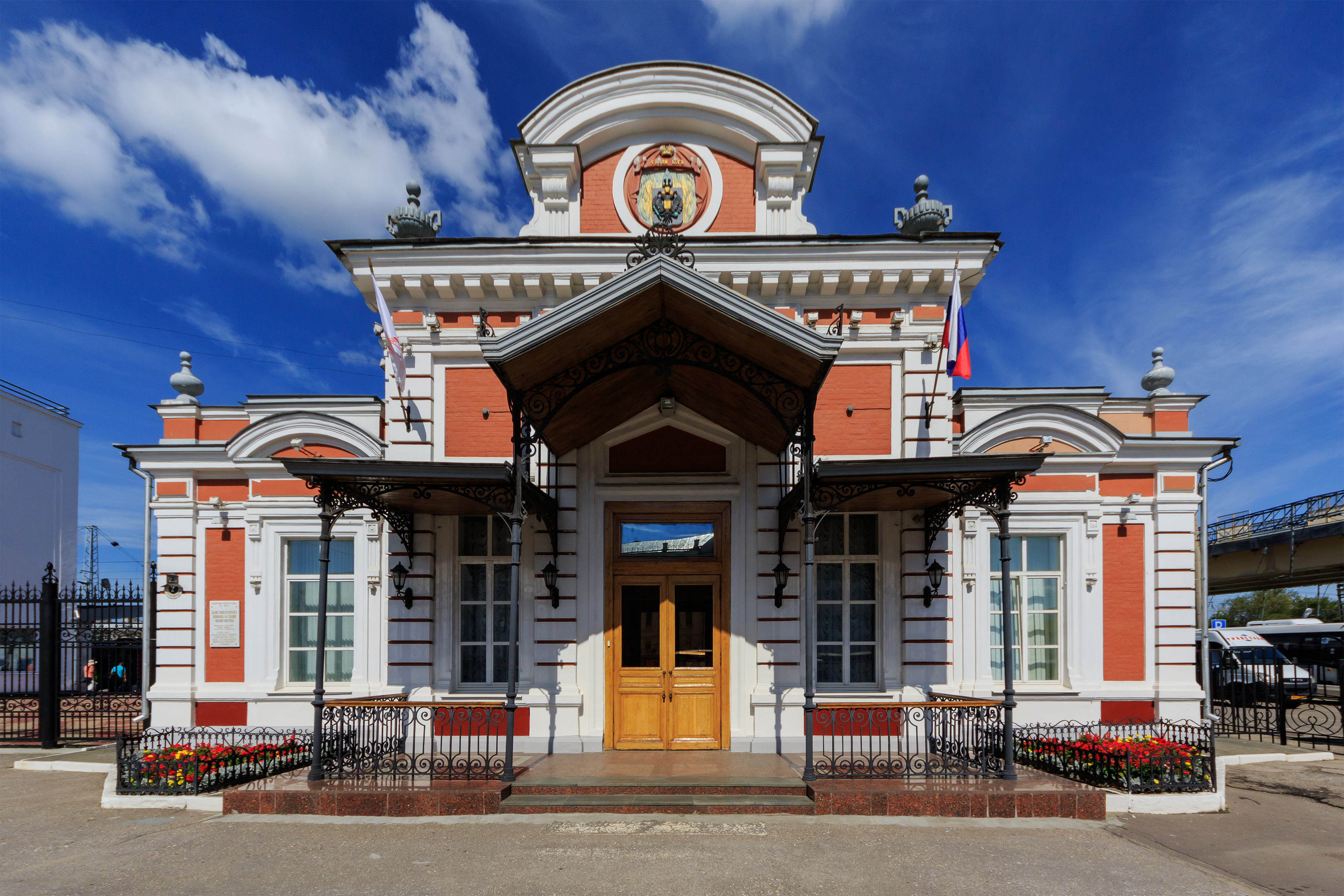
Voormalig keizerlijk paviljoen